# Le Fils du Père Duchêne Illustré
Die zehn Hefte der Zeitschrift Le fils du Père Duchêne illustré erschienen in der Zeit der Pariser Kommune in Paris. Die wenigen Ausgaben illustrieren die wichtigsten Ereignisse dieser bewegten Zeit. Besonders bemerkenswert ist, dass im letzten Heft, das während der blutigen Woche erschien, sogar das Ende der Pariser Kommune dargestellt wird. Der Titel nahm Bezug auf die während der Französischen Revolution populäre Zeitschrift Le père Duchesne.
Jeweils die Titelseit der Hefte zeigte eine farbige politische Karikatur, die sich häufig gegen Adolphe Thiers richteten. Die kleinformatigen Hefte hatten jeweils acht Seiten und erschienen wöchentlich. Das jeweilige Erscheinungsdatum wurde dem Französischen Revolutionskalender folgend angegeben, also von 1er Floréal an 79 bis 4 Prairial.